# Iglesia de Nuestra Señora de los Ángeles (Albal)

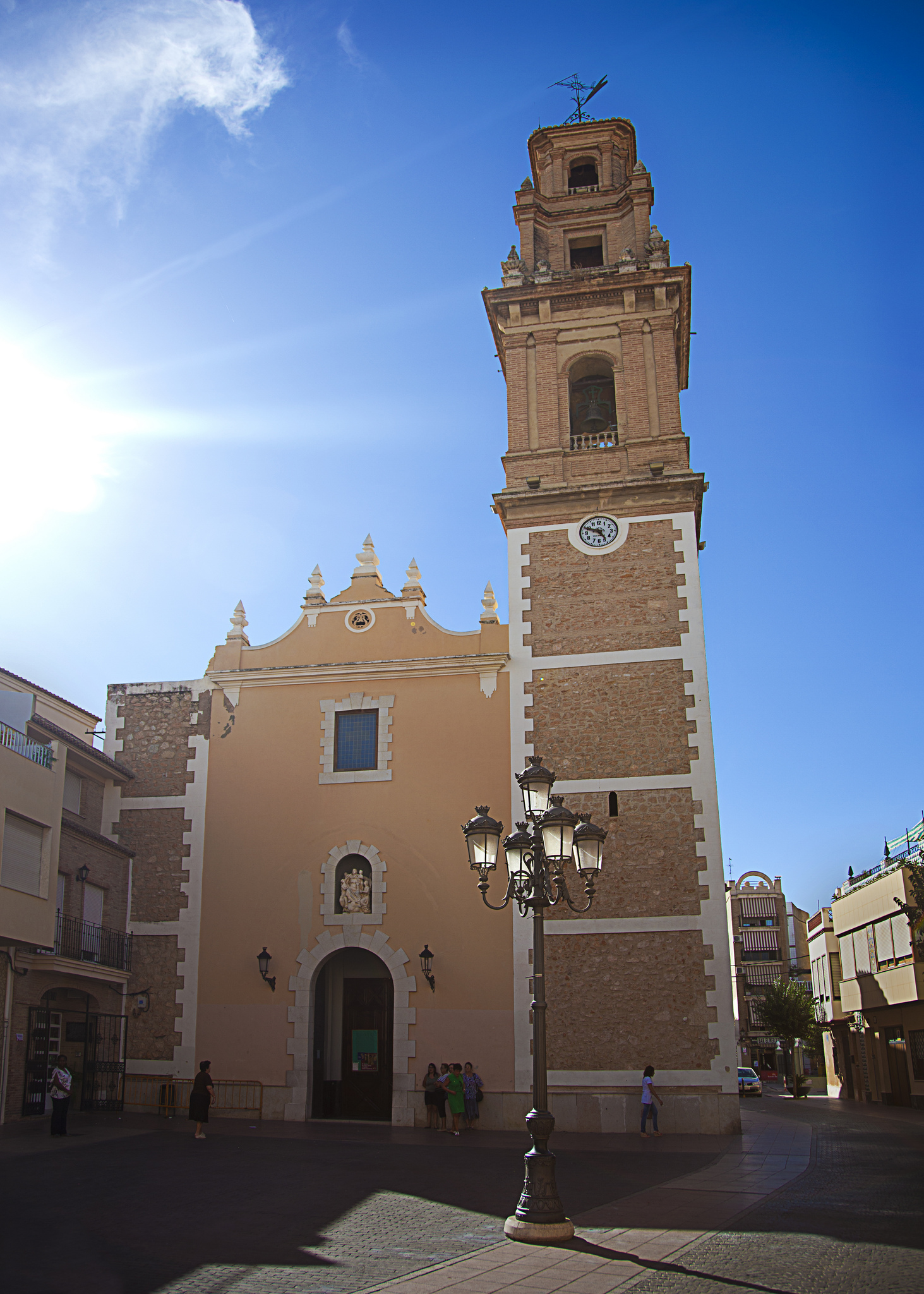

La iglesia parroquial de Nuestra Señora de los Ángeles es un templo católico situado en la plaza de la Iglesia, 9, en el municipio de Albal. Es Bien de Relevancia Local con identificador número 46.16.007-002.

## Historia
Hay noticia de una iglesia en Albal en 1279, que aparece en documentación que se le entregan 72 sueldos y 5 dineros. En 1280 se destinaron para el cura 54 sueldos y 4 dineros. Fue erigida como parroquia en el siglo XIV.
El templo actual es del siglo XVII, acabándose su construcción en 1697, aunque posteriormente se añadieron altares, la Capilla del Sagrario, el nicho dedicado a la advocación titular y el campanario.
El campanario, atribuido a José Navarro, se construyó en 1733 a instancias del Cabildo Catedralicio de Valencia, señor de Albal hasta la desamortización en el siglo XIX. Su construcción llevó siete años.
La Capilla del Sagrario se restauró en 1880.

## Descripción
Debido al largo periodo de construcción, el templo presenta diversos estilos e influencias en su arquitectura. Además se han realizado a lo largo de su existencia enlucidos en yeso en el interior, que dificultan la recuperación de los elementos originales.

La iglesia es de planta rectangular, con una nave central y contrafuertes laterales. Entre los contrafuertes se disponen capillas, con menor altura que la nave central. La orientación de la nave es este-oeste.
En la fachada oriental, en el frente de la nave central, se dispone uno de los dos acceso con un hueco rematado con arco de medio punto y sobre este un nicho y por encima del nicho un hueco que da al coro situado sobre la entrada. Se remata la fachada con una cornisa y por encima de esta un remate formado dos volutas laterales con un óculo central y sobre este una cruz, si bien este remate parece ser posterior, pues presenta algunas tendencias barrocas, frente a la sencillez del resto de la portada.
En la fachada septentrional aparece el otro acceso al templo que destaca sobre las fábricas de mampostería. Es uns puerta rectangular cuyo hueco está recercado por dos pilastras y un dintel recto en su parte superior.
En el interior presenta bóveda en la nave central, en la que se destacan los nervios que unen los contrafuertes y la presencia de pechinas a ambos lados entre cada dos nervios. Una galería recorre la nave en sus paramentos y se ubica por encima del coro situado sobre la entrada. La decoración en el interior es importante y profusa sobre los recubrimientos de yeso con pinturas.
El campanario se compone de una base de altura algo superior al frente de la iglesia, de diseño muy simple y en la que se combina los parámetros de mampostería iguales al resto de la iglesia con la sillería usada para realzar las aristas y así mismo identificar una serie de franjas horizontales. Sobre este primer cuerpo se desarrolla el campanario que consta de dos cuerpos más y sobre éstos un templete, con tejado a cuatro aguas en teja árabe; todos ellos en ladrillo y de mayor riqueza devorativa que la base inferior, abundando en molduras, pilastras y elementos de remate.

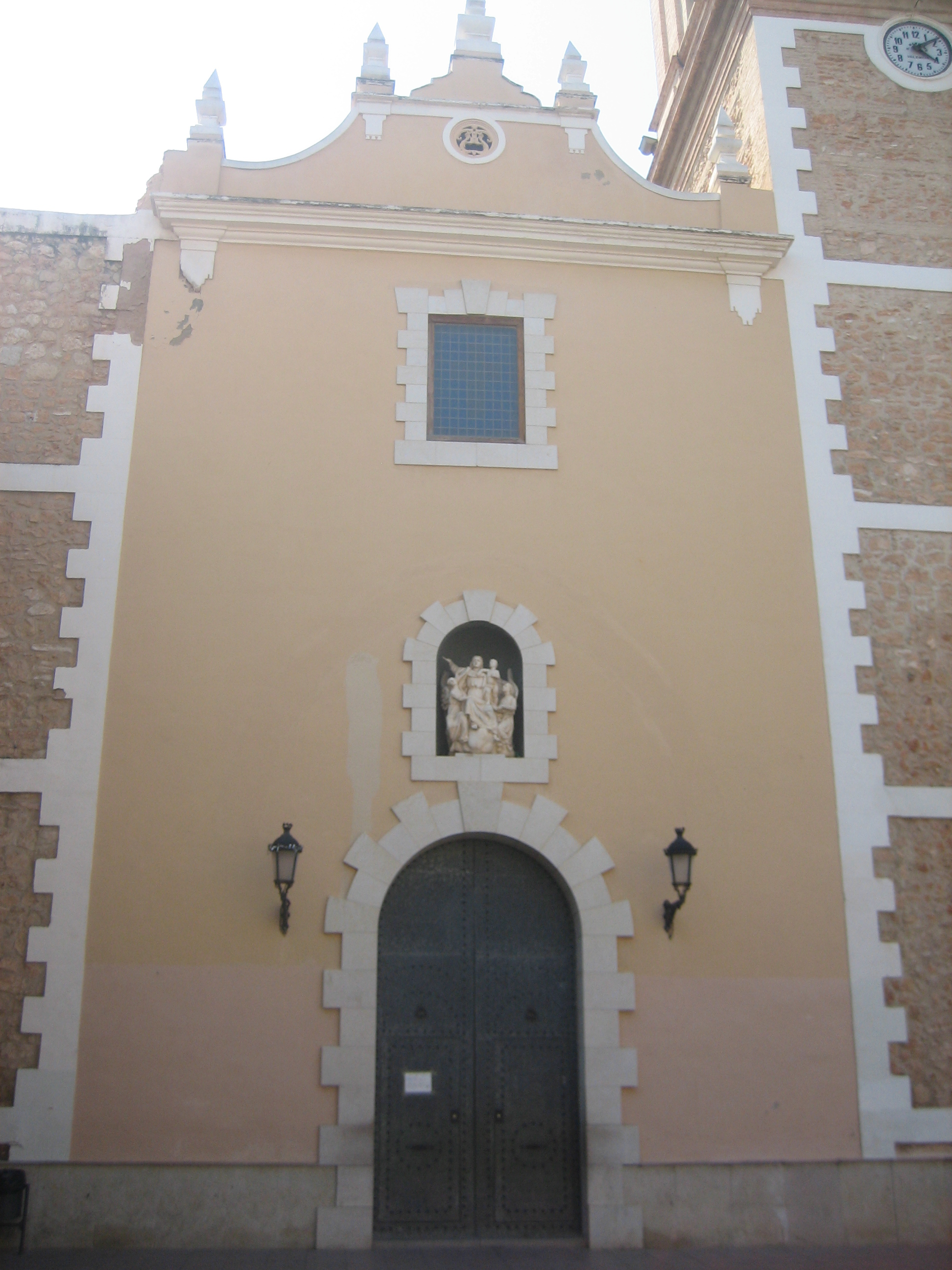
Fachada oriental.
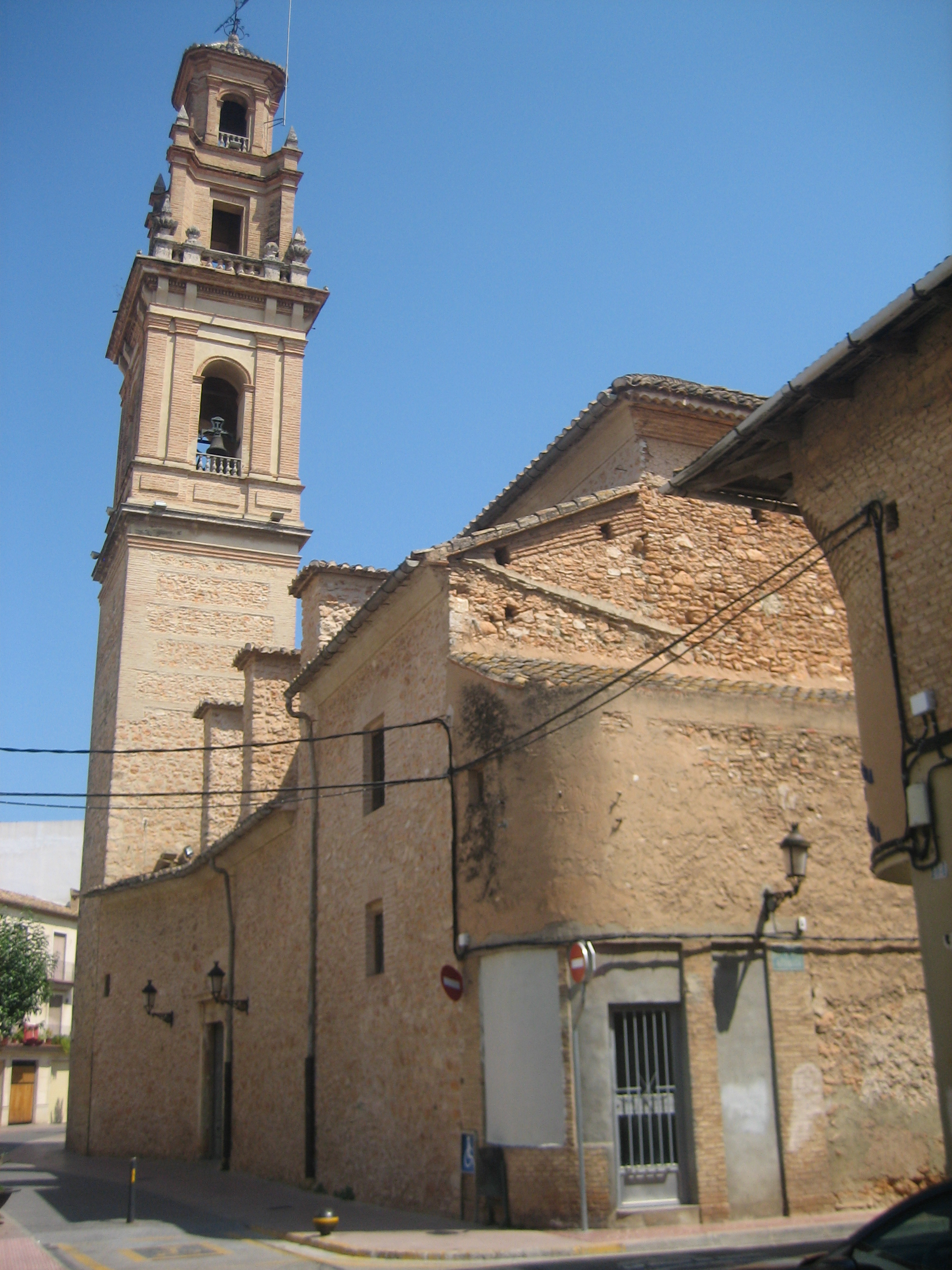
Costado septentrional.
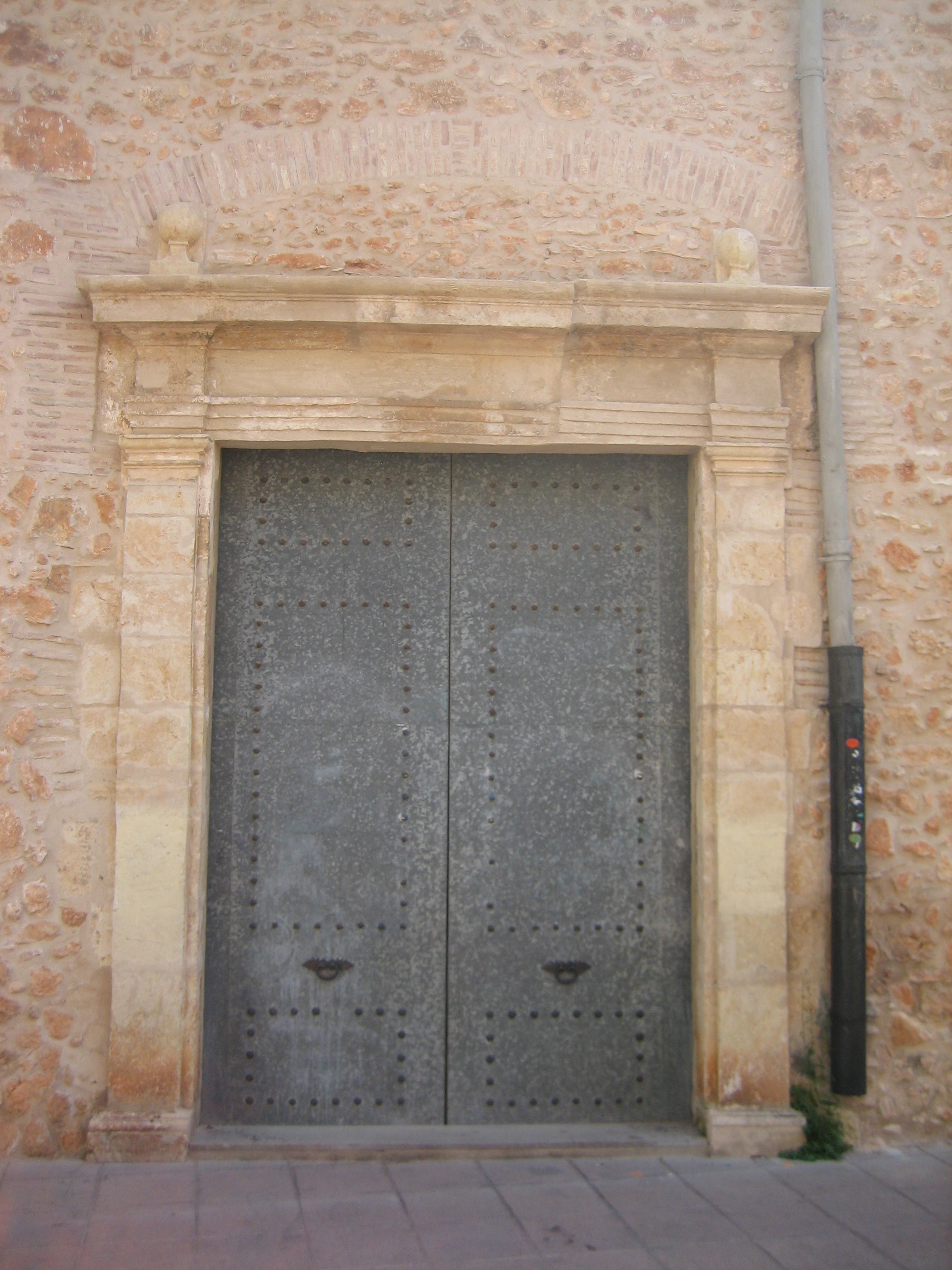
Acceso norte.
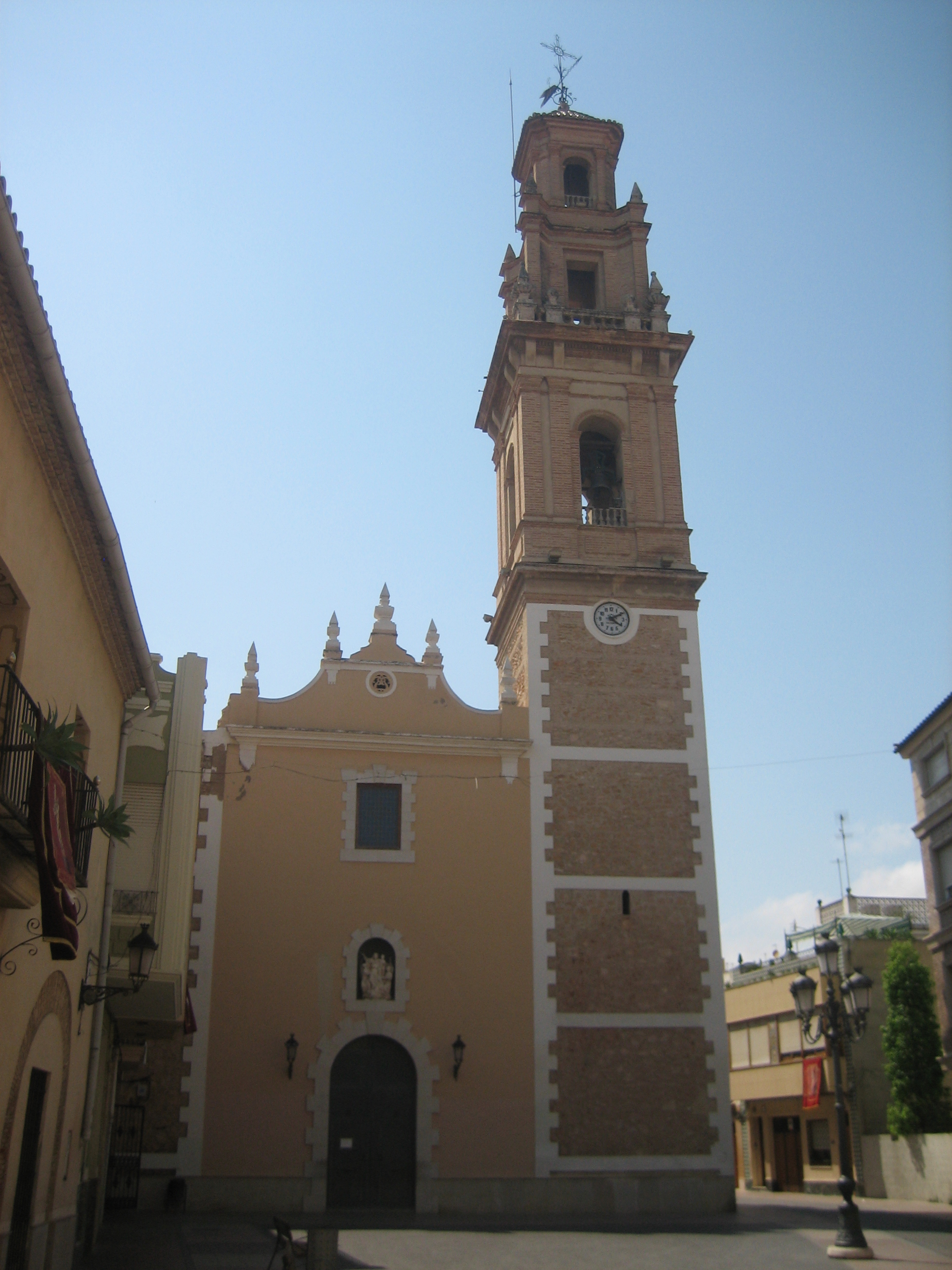
Fachada y campanario.